# Geolycosa turricola
Geolycosa turricola este o specie de păianjeni din genul Geolycosa, familia Lycosidae. A fost descrisă pentru prima dată de Treat, 1880. Conform Catalogue of Life specia Geolycosa turricola nu are subspecii cunoscute.